# Oneppus denticulatus
Oneppus denticulatus är en plattmaskart som beskrevs av Evdonin LA 1977. Oneppus denticulatus ingår i släktet Oneppus och familjen Placorhynchidae. Inga underarter finns listade i Catalogue of Life.